# Hoe lees ik Donald Duck
Hoe lees ik Donald Duck (1971; oorspronkelijke Spaanse titel, Para leer al Pato Donald) is een marxistische cultuurkritiek van de Chileense schrijver Ariel Dorfman en de Belgische socioloog Armand Mattelart. Stelling van het boek is dat de Disney-strips over de familie Duck een vehikel zouden zijn voor Amerikaans cultureel imperialisme. Hoe lees ik Donald Duck was een van de eerste studies naar de vermaaksindustrie en kinderlectuur vanuit de invalshoek van ideologiekritiek en een bestseller in Latijns-Amerika. De eerste uitgave verscheen bij de Chileense staatsuitgeverij Quimantú in 1971; na de Chileense staatsgreep van 1973 werden exemplaren van het boek verbrand op bevel van het regime-Pinochet.

## Overzicht
In Hoe lees ik Donald Duck stellen Dorfman en Mattelart dat de Duck-strips niet alleen de dominante cultuur van het kapitalisme weerspiegelen, maar deze ook actief uitdragen en tot natuurlijke orde verklaren. Een voorbeeld hiervan zien zij in het ontbreken van ouder-kindrelaties in de strips, die door het ontbreken van ouderlijk gezag een horizontaal stelsel van verhoudingen geeft, maar waarin vervolgens geen enkele solidariteit wordt toegelaten. In plaats van solidariteit schetsen de Disneystrips een situatie van harde concurrentie en verhoudingen gebaseerd op geld en bezit. Sociale mobiliteit is onder de Ducks een kwestie van geluk, los van intelligentie of hard werk, en "primitieve" bevolkingen van derde wereldlanden worden voorgesteld als niet in staat hun rijkdom te beheren.
De ontstaansgeschiedenis van het boek moet gezien worden tegen de achtergrond van de democratische revolutie van Salvador Allende in Chili. Dorfman, die opgroeide in de Verenigde Staten maar later cultureel adviseur van Allende werd, was op zoek naar manieren voor Chili om eigen strips te produceren en niet meer afhankelijk te zijn van de Verenigde Staten. Hij kwam erachter dat niemand een beeld had van hoe strips precies werkten en besloot een eigen onderzoek te beginnen, waarvan Hoe lees ik Donald Duck het resultaat was.

## Ontvangst
Para leer al Pato Donald was het meest gedrukte essay in Latijns-Amerika gedurende de jaren 70. In totaal werden zo'n 700.000 exemplaren verkocht in twaalf talen. Het boek werd aanvankelijk verboden in de Verenigde Staten, tot Disney zijn rechtszaken over auteursrechtenschending verloor. Een Nederlandse vertaling verscheen in 1978 bij SUN.
Thomas Andrae, die veelvuldig heeft geschreven over Disneytekenaar Carl Barks ("de duckman"), verwerpt de stelling van Dorfman en Mattelart. Volgens Andrae had Barks een veel vrijere hand dan hoe Dorfman en Mattelart de situatie binnen Disney voorstellen, en heeft Barks juist veel sociale kritiek en antikapitalistische verwijzingen in zijn strips opgenomen.
David Kunzle vertaalde het werk in het Engels (als How to Read Donald Duck: Imperialist Ideology in the Disney Comic, 1975) en sprak daarvoor met Barks. Hij komt tot een soortgelijke conclusie als Andrae: volgens Kunzle is de uitbuiting van Donald Duck door zijn rijke oom Dagobert een projectie van zijn eigen onderbetaling door Disney, en kunnen zijn verhalen ook gelezen worden als satires "waarin de imperialistische Duckstedelingen overkomen als net zo dwaas als – en veel gemener dan – de onschuldige derdewereldbewoners."